# Beély Fidél József
Beély Fidél József (Briedl Fidél József) (Székesfehérvár, 1807. július 5. – Kőszeg, 1863. június 20.) Benedek-rendi szerzetes, pedagógus, esztéta, a Magyar Tudományos Akadémia tagja.

## Élete
Apja, Briedl János polgár és kereskedő volt. Középiskoláit Székesfehérvárott 1816–1822-ben járta. A Szent Benedek-rendbe 1822. október 16-án lépett be Pannonhalmán, ahol teológiai tanulmányait kezdte, később a bölcseletet Győrött hallgatta. 1826-ban Bakonybélben tanult, végül Pannonhalmán fejezte be teológiai tanulmányait, melyet követően 1830. augusztus 6-án pappá szentelték. Betegeskedése után 1832-ben Pannonhalmán mint lelkész-segéd egyházi szónoklattal lett megbízva. Ugyanazon év augusztusában Guzmics Izidor apát Bakonybélbe helyezte át, ahol a nevelés, széptan és oklevéltan tanára, valamint könyvtáros lett. 1833–1834-ben beutazta Alsó-Ausztriát és Stájerországot. 1839. november 23-án a Magyar Tudományos Akadémia levelező taggá választotta a bölcseleti osztályba. 1848 végén az apátsági javak igazgatásával bízták meg. 1855-ben Kőszegre ment, ahol az ottani rendház főnöke és a gimnázium igazgatója volt haláláig. Emlékbeszédet Horváth Cyrill mondott fölötte az Akadémia 1860. november 10-i ülésén.

## Munkái
- Költészeti képek. Pest, 1837–38, két kötet (Guzmicscsal és Vaszary Egyeddel)
- Guzmics Izidor életrajza. Uo. 1839
- Alapnézetek a nevelés és leendő nevelő s tanítóról, különös tekintettel a tan történeti viszontagsága s literaturájára. Pozsony, 1848

Szerkesztette 1839. november 1-jétől az Egyházi Tár hátralevő füzeteit.
Kéziratban 30 értekezése, önéletrajza s egy kész munkája maradt.
Az irodalmi térre Guzmics buzdítására lépett; első értekezése: Néhány szó az erkölcsi nevelésről, annak Egyházi Tárában (1835) jelent meg; irt még sok nevelési, aesthetikai s történeti czikket, verset és beszélyt a Tudom. Tárba (1837–44), Regélőbe és Honművészbe (1836–39), Athenaeumba (1839–43), Religio és Nevelésbe (1841–48), Életképekbe (1844–46), Világba (1844), Kath. Iskolai Lapokba (1849), Kath. Néplapba (1849) és Családi Lapokba (1852–55).